# Конференция католических епископов Болгарии
Конференция католических епископов Болгарии, официальное название — Межритуальная епископская конференция в Болгарии (болг. Междуритуална епископска конференция в България, лат. Conferentia episcoporum interritualis Bulgariae) — конференция католических епископов Болгарии. В её состав по данным на 2014 год входит 5 человек: 3 епископа, из них два — латинского обряда (ординарии епархии Софии-Пловдива и епархии Никопола) и один епископ византийского обряда — ординарий апостольского экзархата Софии, образующего собой Болгарскую грекокатолическую церковь; а также генеральный секретарь и пресс-атташе.
Конференция католических епископов Болгарии была образована в 1970 году, её первым председателем стал глава Болгарской грекокатолической церкви Мефодий Стратиев. Епископ Стратиев был главой конференции с 1970 по 1995 год, когда его сменил на этом посту его преемник на грекокатолической кафедре Христо Пройков.
Болгарская конференция католических епископов является полноправным членом Совета конференций католических епископов Европы.

## Состав конференции по данным на 2014 год[2]
- Христо Пройков, председатель, экзарх Софии, титулярный епископ Бриулы, глава Болгарской грекокатолической церкви
- Георги Йовчев, епископ Софии-Пловдива
- Петко Христов, епископ Никопола
- Сречко Римац, генеральный секретарь
- Владимир Градев, пресс-атташе